# Danielle Anatólio
Danielle Anatólio é uma atriz e pesquisadora nascida em Minas Gerais, mestra em Artes Cênicas pela UNIRIO, pesquisadora de performances de mulheres negras. Sua pesquisa aprofunda as questões relativas ao corpo negro feminino, a mulher negra como protagonista da cena e o corpo como vetor artístico. Em sua pesquisa ela aponta um contexto de solidão vivido pela mulher negra brasileira levado pela sua hipersexualização. 
Em 2016 estreou o espetáculo Lótus, escrito e protagonizado por ela, recebendo em 2018 o prêmio Leda Maria Martins como espetáculo de longa duração. O espetáculo fala da hiper sexualização do corpo negro feminino e solidão da mulher negra. Danielle é também idealizadora do CORPAS, Encontro de Performances de Mulheres Negras, em 2018 no Rio de Janeiro, e TACULAS, Fórum de Performances de Mulheres Negras, em 2019 em Minas Gerais.